# Ante Pandaković
Ante Pandaković (Zagabria, 21 luglio 1891 – Zagabria, 13 febbraio 1968) è stato un medico e allenatore di calcio jugoslavo.